# Suree Sukha
Suree Sukha (taj. สุรีย์ สุขะ, ur. 27 lipca 1982 w Sakon Nakhon) – tajski piłkarz grający na pozycji prawego obrońcy. Jest bratem bliźniakiem Surata Sukhy, także piłkarza i reprezentanta Tajlandii.

## Kariera klubowa
Karierę piłkarską Sukha rozpoczął w singapurskim klubie Balestier Central. W 2001 roku zadebiutował w jego barwach w pierwszej lidze singapurskiej. Jeszcze w tym samym roku został piłkarzem tajskiego klubu Chonburi FC. W nim grał w latach 2001-2007 w rozgrywkach tajskiej Premier League. W 2007 roku wywalczył jej mistrzostwo.
W połowie 2007 roku Sukha podpisał kontrakt z angielskim Manchesterem City. Nie otrzymał jednak pozowolenia na pracę w Wielkiej Brytanii i nie zadebiutował w Premier League. Został wypożyczony do szwajcarskiego Grasshopper Club i grał w rezerwach tego klubu. W 2008 roku wrócił do Chonburi FC. W 2008 i 2009 roku wywalczył wicemistrzostwo Tajlandii, a także zdobył Kor Royal Cup. W 2013 roku przeszedł do Buriram United, z którym w tym samym roku wywalczył mistrzostwo i puchar kraju. W latach 2017–2018 grał w Ubon UMT United, a następnie przeszedł do Ratchaburi Mitr Phol.

## Kariera reprezentacyjna
W reprezentacji Tajlandii Sukha zadebiutował w 2006 roku. W 2007 roku został powołany do kadry na Puchar Azji 2007. Tam rozegrał 3 spotkania: z Irakiem (1:1), z Omanem (2:0) i z Australią (0:4).